# Sparkasse Scheibbs
Die Sparkasse Scheibbs AG ist ein niederösterreichisches Bankunternehmen mit Sitz in Scheibbs und Teil der Sparkassengruppe in Österreich. Sie entstand 1858 als Gemeindesparkasse. Die Sparkasse ist Mitglied des Kooperations- und Haftungsverbundes der österreichischen Sparkassen und des Österreichischen Sparkassenverbands.

## Gründungsgeschichte
Als fünfte Sparkasse Niederösterreichs konnte die Sparkasse in Scheibbs am 1. Dezember 1858 ihre Geschäftstätigkeit in der Kanzlei des Notars Josef Schisky aufnehmen. Zuvor waren schon Ende Jänner 1856 die Statuten im Gemeinderat abgesegnet worden und die Stadt Scheibbs hatte sich zur Haftungsübernahme bereit erklärt. Ein gutes Jahr später erhielten die Errichtung der Sparkasse und die Statuten die behördliche Genehmigung. Die Gründung der Gemeindesparkasse wurde am 21. September 1858 im Gemeinderat der Stadtgemeinde Scheibbs unter dem Vorsitz des damaligen Bürgermeisters Ignaz Höfinger beschlossen. Ende Oktober konstituierte sich der Sparkassenausschuss in seiner ersten Sitzung, der Vorsitzende und der Kanzleidirektor wurden gewählt. Im Jahre 1859 übersiedelte die Sparkasse in Scheibbs in das Rathaus der Stadtgemeinde.

## Bauliche Entwicklung der Hauptanstalt
Die Hauptanstalt der Sparkasse in Scheibbs übersiedelte 1958 vom Rathaus in die Hauptstraße 52 (ehem. Haus Glax). 1978 wurde ein besser gelegenes Gebäude in der Hauptstraße Nr. 9 (ehem. Haus Dr. Jelinek) erworben und neugebaut. 1998 erfolgte eine Neugestaltung dieses Gebäudes der Hauptanstalt.

## Wichtige Ereignisse
- 1958 Feier 100. Jubiläum mit Eröffnung der neuen Hauptanstalt.
- 1978 Feier 120. Jubiläum mit Eröffnung des neu errichteten Sparkassenhauses.
- 1998 Feier 140. Jubiläum mit Eröffnung des umgestalteten Sparkassengebäudes.
- 2002 Umgründung in eine Aktiengesellschaft, die Aktien werden zur Gänze von der Sparkasse Scheibbs Privatstiftung gehalten.
- 2008 Feier 150. Jubiläum
- 2018 Feier 160. Jubiläum